# Правление Товарищества Кузнецова
Торго́вый дом Кузнецо́ва (Дом фарфо́ра, Дом с мерку́риями) — историческое здание в Москве на Мясницкой улице, построенное по проекту архитектора Фёдора Шехтеля для крупнейшей в Российской империи фарфоровой компании Матвея Кузнецова. Здание дважды надстраивали, из трёхэтажного в оригинальном проекте к середине XX века оно «выросло» до пяти этажей. После революции 1917 года и национализации несколько десятилетий использовалось для размещения муниципальных организаций, с конца 1960-х первый этаж здания снова занимает магазин фарфора.
С 1995-го здание имеет статус объекта культурного наследия федерального значения, было реконструировано в 1990-х и 2010-х годах.

## История

### Первые владельцы
История земельного участка под современным Домом фарфора прослеживается до 1725 года — тогда он принадлежал семье москвичей Зыбиных. К 1780-му владение выкупил директор императорских театров князь Пётр Тюфякин. На основе каменных палат, оставшихся от предыдущих владельцев, он построил для себя двухэтажный дом стоимостью примерно в 55 тысяч рублей, что являлось колоссальной суммой по меркам XVIII века. Здание практически не пострадало при пожаре 1812 года, после Отечественной войны Тюфякин стал сдавать его в аренду: с 1813-го в доме располагался «Английский клуб», с 1815-го — пансион мадам Е. О. Перне. В 1830 году особняк выкупил историк, профессор Московского университета Михаил Погодин. О сделке он писал своему другу поэту Степану Шевырёву:
Дом на прекрасном месте (князя Тюфякина, где был пансион Перне), на стрелке четырех улиц (двух частей Мясницкой, переулков Златоустенского и Лубянского), большой, каменный, с верными жильцами. Указал мне его мой приятель Юрцовский, кондитер и любитель литературы. Я тотчас отнесся к князю, который живет в Париже, и он, не получая никакого дохода от дурного управления, согласился, при посредстве Новосильцовых, уступить мне его за 31000 р., — между тем как в дому несгораемого материала: камня, земли и железа, больше этой суммы.
Новоселье у Погодина посетил поэт Александр Пушкин, в последующие годы частыми гостями особняка были Николай Гоголь, Михаил Щепкин, Сергей Аксаков и другие деятели культуры.
Уже в 1834 году особняк был перепродан переводчице и поэтессе Екатерине Бахметевой, позднее — основательнице «Общества кружевниц» Наталье Ивановне Новосельцевой. В разные годы в нём проживали семьи известного педагога Александра Чугаева и карикатуриста Николая Степанова. В 1879-м всё земельное владение приобрёл купец Иван Григорьевич Фирсанов, а уже год спустя подарил его своей дочери Вере, во втором браке — Гонецкой. Она сдала здание в аренду Московскому товариществу резиновой мануфактуры Ивана Станиславовича Оссовецкого, параллельно пригласив ведущих архитекторов столицы — Льва Кекушева и Сергея Шуцмана — возглавить проект перестройки. Их проектное решение так и не было реализовано. С 1894 по 1898 год в здании работал чайный магазин купца Перлова, который впоследствии выстроил для себя новое здание на Мясницкой, 19.

### Торговый дом Кузнецова
В 1894 году владение на стрелке Мясницкой улицы и Златоустинского переулка выкупил «фарфоровый король» Матвей Кузнецов, чтобы построить новое здание под контору и центральный столичный магазин его компании. Возглавить строительство Кузнецов пригласил архитектора Фёдора Шехтеля, который к тому моменту уже построил для семьи Матвея Сидоровича городскую усадьбу на 1-й Мещанской улице. Работы начались в 1898-м, на основе бывшего особняка Тюфякина и соседнего доходного дома зодчий спроектировал выразительное здание сложной формы. Оно имело две проездные арки и выходило на Мясницкую улицу трёхгранным фасадом с высокими арочными окнами. В проекте Шехтеля дом имел три этажа — первый под магазин, второй и третий — под кабинеты правления и служащих. Во дворе располагались несколько служебных построек, оформленных в неоготическом стиле.
Торговый дом Кузнецова воплотил большинство характерных черт московского модерна и авторских приёмов Шехтеля: стилевой акцент на арочные окна в три этажа, подчёркнутую разнообразным рустом горизонтальную динамику, элементы ар-нуво и барокко. Одну из решающих ролей в декоре играла лепнина: бюсты бога Меркурия на пилястрах между арками символизировали торговое назначение здания, женские головки-маскароны и витые картуши придавали ему индивидуальность. Современники и художественные критики неоднозначно воспринимали подобное оформление — в конце XIX века более привычной была классическая, нейтральная сдержанность, на фоне которой творения Шехтеля выглядели кричащими и вызывающими.
Управление товарищества Кузнецова постепенно стало центром проведения литературных встреч и художественных выставок. Организация культурных мероприятий была своеобразным рекламным ходом, с помощью которого Матвей Сидорович расширял круг покупателей, привлекая в него представителей интеллигенции. В 1907 году на втором этаже магазина проходила выставка картин «Голубая роза», устроенная редакцией журнала «Золотое руно». В мероприятии приняли участие такие художники, как Николай Крымов, Павел Кузнецов, Николай Сапунов, Мартирос Сарьян, Сергей Судейкин и другие. Выставка стала своеобразной точкой отсчёта расцвета русских символистов.
В 1913 году у здания надстроили третий этаж, руководил проектом архитектор Фёдор Алексеевич Ганешин, супруг внучки Матвея Кузнецова. После революции 1917-го дом национализировали и передали Синдикату силикатной промышленности, позднее — «Объединенному клубу III интернационала». В 1930-х бывший Торговый дом Кузнецова реконструировали и надстроили ещё два этажа.

### Дом фарфора
С 1957 года здание вновь стало использоваться для продажи изящной посуды и изделий из фаянса, серебра и хрусталя, получив в речи москвичей название «Дом фарфора». В 1990-х прошла реконструкция, после которой магазин открылся под новой вывеской, историческая надпись «Т-во М. С. Кузнецова» была заменена современной.
В 2015 году началась разработка проекта восстановления лепнины фасада по чертежам оригинального проекта Шехтеля: к тому моменту один из маскаронов-Меркуриев уже был полностью разрушен, а второй искажён. Сообщалось, что во время ремонта фасада «один из рабочих по доброте душевной решил поправить аварийную маску монтажной пеной». В 2016-м сотрудники мастерской «Наследие» безвозмездно отреставрировали поверждённый маскарон и воссоздали утраченный.
В 2018 году Департамент культурного наследия Москвы одобрил проект реставрации здания, после окончания которой этажи со второго по пятый планируется передать Центру развития и поддержки музыкального творчества «Академия
популярной музыки Игоря Крутого».